# Vol à voile
 (août 2012).
Si vous disposez d'ouvrages ou d'articles de référence ou si vous connaissez des sites web de qualité traitant du thème abordé ici, merci de compléter l'article en donnant les références utiles à sa vérifiabilité et en les liant à la section « Notes et références ».

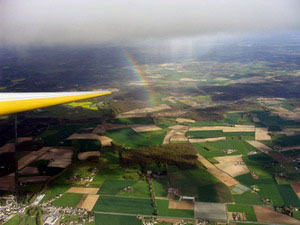
Arc-en-ciel vu d'un planeur.

Le vol à voile consiste à s'élever dans les airs par la seule force des courants atmosphériques, à l'image de ce que pratiquent les oiseaux voiliers, que ce soit grâce à des ascendances thermiques (mues par l'énergie solaire) ou des effets dynamiques (effet de pente, onde de ressaut ou vol de gradient).
En tant que sport, le terme s'applique particulièrement au vol en planeur, dont les adeptes sont appelés vélivoles, mais la technique utilisée par les pratiquants du « vol libre » en deltaplane ou parapente est identique.
Qu'elle soit de loisir ou de compétition, la pratique du vol à voile consiste à exploiter au mieux les « ascendances », pour prolonger le vol, gagner de l'altitude, parcourir de grandes distances le plus vite possible.
Certains vélivoles apprécient la liberté, le plaisir esthétique et la joie de maîtriser leur machine, d'autres se concentrent sur leur performance en compétitions. Ces concours confrontent les capacités des pilotes et copilotes (dans le cas de machines biplaces) à reconnaître et utiliser les conditions aérologiques pour effectuer à la plus grande vitesse possible, chaque jour, un circuit donné en fonction des conditions météorologiques.
Les planeurs effectuent couramment des vols de 5 à 10 heures, évoluant de 1000 à 2 000 m d'altitude en plaine (jusqu'à 6 000 m en montagne), et parcourant des distances de 500 à 1 000 km. Les records du monde suivants ont été réalisés :
- durée : 56 heures et 15 minutes (établi en 1952, les records de durée n'étant plus reconnus depuis)
- altitude : 22 646 m
- distance libre avec 3 points de virage : 3 009 km
- vitesse sur circuit triangulaire de 100 km : 289,4 km/h[2]

La voltige en planeur, elle, ne fait pas appel aux courants ascendants, sauf exception, mais seulement au vol plané après remorquage par avion.

## Histoire
L'histoire du vol à voile se confond avec celle de l'aviation car les premiers êtres humains à voler sur un aéronef plus lourd que l'air le firent sur des planeurs. Parmi ceux-ci George Cayley, Otto Lilienthal, les frères Voisin, les frères Wright et, moins connu, un Français, le général Guillaume Resnier ingénieur, officier du génie.
- Guillaume Resnier réalise à Angoulême (Charente), bien avant Otto Lilienthall, un vol avec une aile de sa fabrication. Il se jette du haut de la tour Ladent, plane 300 m, franchit la Charente et se casse une jambe en atterrissant. Effectué en 1801 devant un public nombreux, ce vol est attesté par la pose d'une plaque commémorative inaugurée le 29 juin 2002 par Philippe Mottet, maire d'Angoulême, sur le rempart de Beaulieu. Une plaque du syndicat d'initiative posée en 1931 fixait la date de ce vol en 1806. Ce vol avait été précédé par une autre tentative au départ du pont de Saint-Cybard (hauteur 5 m) qui s'était terminé dans la Charente 50 m plus loin, soit, une finesse de 10.
- George Cayley conçut et construisit un appareil non motorisé plus lourd que l'air sur lequel il fit courageusement voler son cocher pour le tester (le nom du dit cocher est hélas perdu pour l'Histoire), cela eut lieu à Brompton, près de Scarborough, dans le Yorkshire, en 1853, mais ce témoignage n'est pas suffisant pour véritablement faire de George Cayley un vélivole.
- Otto Lilienthal effectua entre 1891 et 1896 deux mille vols planés attestés depuis une colline artificielle à proximité de Berlin et qui lui permirent de rédiger son traité sur Der Vogelflug als Grundlage der Fliegekunst - Le vol de l'oiseau, bases de l'art du vol paru en 1889. Il est incontestablement reconnu par tous les vélivoles de la planète comme le vrai pionnier du vol sur un appareil plus lourd que l'air. Les pratiquants de l'aile delta peuvent aussi à juste titre s'y référer.
- Les frères Wright, après avoir construit une soufflerie pour pouvoir mener leurs calculs et après avoir analysé les travaux de Cayley et de Lilienthal, s'installèrent à Kitty Hawk en Caroline du Nord, afin de poursuivre leurs travaux aéronautiques et ils expérimentèrent leurs choix avec des planeurs entre 1901 et 1902, avant de se lancer dans l'aventure de l'aérodyne à dispositif d'envol incorporé aussi appelé 'avion'. Ils sont mondialement reconnus pour avoir été les premiers aviateurs à avoir réalisé le premier vol d'une machine plus lourde que l'air, contrôlable et possédant un dispositif d'envol .

Il s'agit là de vols planés. Le vol à voile comporte, en plus, la notion d'exploitation des ascendances et de la prise d'altitude.
- Aimé Grasset réalise le premier voyage en vol thermique sur avion, de Buc à Issy-les-Moulineaux, le 7 juillet 1914[3].

La pratique du vol sans moteur se développe, de fait, à l'entre-deux-guerres et résulte des contraintes imposées à l'Allemagne de ne pas réarmer, de ne l'autoriser qu'à construire des machines sans moteur, et de subir de sévères restrictions dans la fabrication d'avions monoplaces. Pendant les décennies 1920 et 1930, les Allemands développèrent ainsi des planeurs très performants qui leur permirent de découvrir les méthodes d'exploitation des caractéristiques aérologiques des masses d'air ascendantes, les autorisant à voler plus loin et plus longtemps. Depuis, ce sport s'est répandu dans de nombreux pays, mais l'Allemagne est restée le leader mondial de la conception et la fabrication des meilleurs planeurs de performance.
Aux États-Unis, l'expression « Primary glider » renvoie à ces premier planeurs, dans les années 1920-1930.
Comme beaucoup de termes en aviation, le terme de « vol à voile » est une analogie avec la navigation maritime, et dans plusieurs langues le planeur est appelé littéralement un « avion à voile » (allemand : Segelflufzeug, anglais : sailplane) ou un « voilier » (espagnol : velero), par opposition aux avions à moteur (et au « vol moteur »). Cependant à la différence d'un voilier, le planeur utilise les ascendances et non le vent lui-même, et sa seule force motrice, une fois libéré du câble d'un avion remorqueur ou d'un treuil, est son propre poids (même en montée, il descend par rapport à l'air de l'ascendance). Avant l'apparition des planeurs, le terme de vol à voile était déjà utilisé pour les oiseaux voiliers, capables de se maintenir en l'air et de parcourir de longues distances sans battre des ailes, en utilisant les mêmes ascendances qu'un planeur.

## L'art du vol à voile
Faire du vol à voile consiste principalement à passer dans des masses d'air dont les vitesses d'ascension sont plus élevées que la vitesse de chute propre du planeur et gagner ici de l'énergie potentielle (sans perdre d'énergie cinétique). Les masses d'air ascendantes, ou  ascendances étant généralement très localisées, les pilotes doivent décrire des cercles à l'intérieur pour les exploiter au maximum. Le terme souvent employé est « spiraler », bien qu'en toute rigueur la trajectoire décrite par le planeur dans une ascendance soit hélicoïdale. Les pilotes parlent souvent de « faire le plein », l'objectif étant d'atteindre la plus haute altitude possible pour une ascendance donnée. L'image illustre aussi le fait que l'énergie potentielle du planeur —ou son altitude, ce qui revient au même— peut être considérée comme son carburant.
Un pilote débutant « fait le plein » tous les 7  à   8 km, si les conditions le permettent. Un pilote confirmé, qui exploite mieux les performances du planeur, peut espacer les reprises d'altitude jusqu'à 25 km. Il se contente, lorsqu'il traverse une ascendance mais estime avoir encore assez d'énergie pour poursuivre sa route, de réduire sa vitesse pour profiter au mieux de l'ascendance, sans pour autant s'arrêter et décrire des cercles sur place.
Les masses d'air ascendantes les plus connues sont :
- les courants aériens thermiques ou ascendance thermique qui sont le résultat des différences de température de l'air ;
- plus généralement les courants aériens sous les cumulonimbus qui ne sont pas thermiques mais dynamiques car dus à un déficit de pression[4];
- les ascendances dues à l'effet de pente lorsque le vent frappe les contreforts d'un relief le forçant à passer par-dessus, le gain d'altitude dépasse rarement 700 m au-dessus du sommet des reliefs ; ces ascendances sont appelées ascendances dynamiques ;
- les ascendances du vol d'onde dépendant des reliefs et de la météo et qui permettent des gains d'altitude très importants autorisant ainsi les records d'altitude à plus de 23 000 m ;

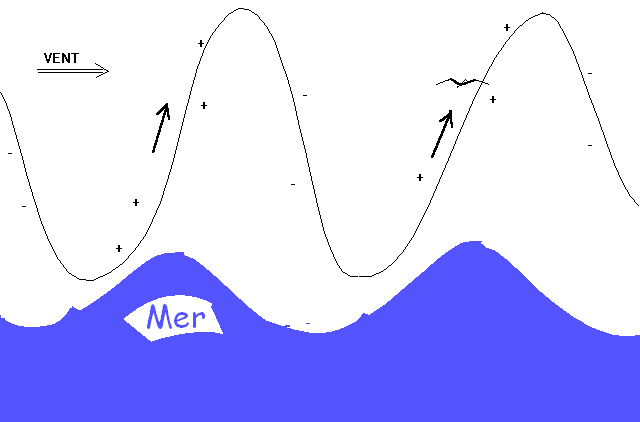
Trajectoire de l'albatros en vol de gradient sur des vagues.

- Trajectoire de l'albatros en vol de gradient sur des vagues.dans de rares occasions, les pilotes de planeurs ont pu expérimenter le plané de gradient de vent, lorsque le planeur peut prendre de l'énergie cinétique en passant répétitivement entre différentes masses d'air dotées de vitesses horizontales différentes. Cependant, de telles zones de fort « gradient de vent » sont habituellement trop proches du sol pour être utilisées en toute sécurité par une machine. Ainsi le plané de gradient de vent est surtout pratiqué par les oiseaux et en particulier par un des plus remarquables planeurs, l'albatros, que l'on peut observer lors de longues migrations, faire des chandelles, tourner et plonger vers les gradients de vent proches de la surface des océans.

L'exploitation des effets du vent sur le relief —effet de pente, onde ou gradient de vent— est désignée sous le terme générique de vol orographique.

### Vol thermique

Schéma d'une colonne d'air chaud. En (1), l'air s'échauffe près du sol. Il s'élève en (2) avant de refroidir par condensation et formation d'un nuage (A). L'air entre alors en expansion et redescend (3).

En vol de thermique, le pilote recherche des colonnes d'air ascendantes qui résultent de l'échauffement du sol par le Soleil. L'air en contact avec le sol est alors réchauffé et, par dilatation, sa masse volumique diminue. Le mouvement est assez rapide pour qu'il se fasse sans échange de chaleur avec l'air environnant. On peut alors considérer qu'il s'agit d'une dilatation adiabatique. L'air se refroidit.
Le gradient thermique adiabatique est g/Cp où g = 9.80665 est l'accélération de la gravité et Cp = 1 006 J/kg/K est la capacité calorifique de l'air. Sa valeur exacte est donc de 0,009 75 K/m ou de manière approximative 1 °C / 100 m.
En théorie, si le gradient de température de l'air ambiant est supérieur au gradient thermique adiabatique, alors la masse d'air en mouvement se trouve toujours plus légère que l'air qui l'entoure et a donc tendance à s'accélérer. La masse d'air est dite superadiabatique (souvent appelée instable). Toutefois, une telle situation est hautement improbable car le temps caractéristique d'une ascendance thermique est de 10 minutes,, et à la suite du mélange vertical, en moins d'une heure le profil vertical de la masse d'air suivra l'adiabatique sèche.
Si le gradient de température est inférieur au gradient thermique adiabatique, au contraire tout mouvement de l'air vers le haut a tendance à être contrarié par sa dilatation adiabatique, qui l'amène à une température inférieure à celle de l'air ambiant. La masse d'air est alors stable. C'est pourquoi les masses d'air très homogènes ne sont pas favorables à la convection, même s'il fait très chaud. Ceci est typique en Europe du Nord d'une situation pré-orageuse. Comme le mélange de l'air ne peut pas se faire avec les couches supérieures, la température augmente à basse altitude par un phénomène de bouchon. Ensuite, des orages violents éclatent lorsque le bouchon cède. Les conditions les plus favorables se rencontrent derrière les fronts froids, lorsqu'une masse d'air froid passe sur un sol encore chaud, ce que les météorologues appellent un ciel de traîne.
Les bulles d'air chaud les plus probables se trouvent dans les zones de contrastes thermiques telles que les champs moissonnés récemment, des parkings de supermarché, les routes et autoroutes, et surtout les gravières et secteurs rocheux. Si l'on est certain de ce principe physique, il n'en reste pas moins vrai qu'il est difficile d'associer un aspect du sol avec la certitude de la présence d'un « thermique ».
Comme le vol de thermique nécessite une colonne d'air chaud, son exploitation n'est possible en règle générale, dans les latitudes moyennes, que du printemps à la fin de l'été. Il y a peu de thermiques en hiver, compte tenu du faible ensoleillement pour les déclencher et du faible potentiel d'absorption thermique de la neige (environ 1 %). Toutefois, dans les Alpes du Sud, il est possible de trouver des thermiques toute l'année. Dans le sud des États-Unis, lorsque le temps est ensoleillé en hiver, il y a des ascendances thermiques parfaitement exploitables en milieu de journée.

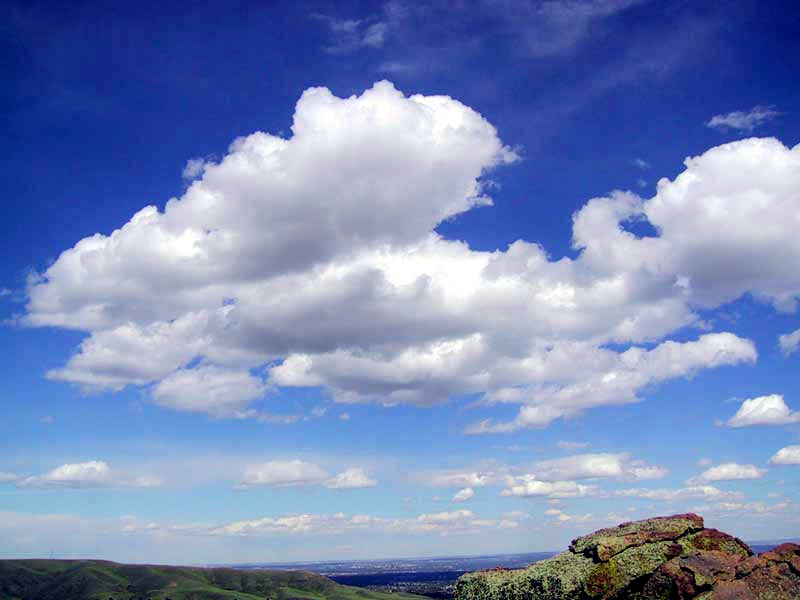
Cumulus.

Aux autres latitudes, les masses d'air possèdent des caractéristiques de gradient de température (différence de température entre deux altitudes) qui neutralisent le phénomène de la convection.
Lorsque le vélivole trouve un thermique, généralement sous sa matérialisation (en fait un nuage appelé cumulus, de forme cotonneuse et à base plate), il se met à décrire des spirales et tente de trouver la meilleure zone de montée. Celle-ci l'élèvera jusqu'à ce qu'il rencontre la base des nuages (ou 500 pieds au-dessous aux États-Unis), dans lesquels il ne pourra entrer pour des raisons légales (en planeur, seul le vol à vue est autorisé) ou bien à proximité de la couche d'inversion où la température cesse de décroître suivant l'adiabatique sèche. Il était dit que les ascendances devenaient inutilisables lorsque l'indice thermique à un niveau donné est inférieur en valeur absolue à −2 K. La notion d'indice thermique est aujourd'hui abandonnée par la Federal Aviation Administration.
L'ascendance se poursuit dans le nuage et même se renforce, la condensation de l'eau absorbant un surcroît de chaleur (chaleur latente de changement d'état) ce qui accentue la différence de masse volumique entre l'air sec du nuage et l'air humide de l'ascendance. Un planeur qui s'approche trop près peut être obligé de sortir ses aérofreins pour ne pas se faire « aspirer » par le nuage. Il n'est pas exceptionnel d'observer une vitesse verticale de 2 m/s même à plus de 120 km/h, sous un nuage, et ceci sous des latitudes moyennes (nord de la France). Il peut aussi prendre de la vitesse (sans dépasser les limites autorisées, ce qui mettrait la structure en danger) pour rester sous la base du nuage et accumuler de l'énergie cinétique, qui peut, une fois le nuage dépassé, être convertie en hauteur en réduisant la vitesse.

### Surdéveloppement vertical
Lorsque l'air est particulièrement instable, les cumulus vont se mettre à bourgeonner, se transformer en cumulus congestus puis en cumulonimbus et engendrer localement et temporairement des ascendances puissantes et très douces dues à un déficit de pression,.
Ces nuages sont en général inappropriés pour la pratique du vol à voile car ils peuvent engendrer des rafales descendantes qui peuvent être extrêmement violentes. En outre ces rafales descendantes engendrent une goutte froide qui va générer une inversion locale de température près du sol et qui va supprimer toute ascendance autour du cumulonimbus. Le vélivole se méfiera aussi particulièrement des zones où l'air est en ascension généralisée et laminaire.

### Vol de pente

Schéma d'une pente, en vert la zone ascendante.

En situation de vol de pente, en revanche, le pilote recherche les masses d'air ascendantes qui résultent d'un mouvement mécanique dû à l'action du vent sur le relief. Le vol de pente fonctionne sous tous les climats et par tous temps mais uniquement en certains lieux dès lors que l'intensité du vent est suffisante (~ 15 km/h). Ces reliefs doivent être suffisamment étendus afin d'éviter d'être contournés par le vent. Les ascendances ainsi générées peuvent généralement se prolonger jusqu'à 500 à 700 m au-dessus de la ligne de crête suivant la forme de la pente et la force du vent. Lors de journées ensoleillées, les pentes exposées au soleil se réchauffent plus vite que les zones environnantes et il se produit alors un phénomène de vent anabatique qui peut s'ajouter au vent ambiant. Ce dernier phénomène est appelé par les vélivoles français « ascendance thermo-dynamique » ; il est l'addition d'un phénomène thermique et dynamique. Aux États-Unis, on parle simplement de vent anabatique. Les pentes exposées au soleil sont ainsi de bons déclencheurs de thermiques.
Le record de durée en planeur monoplace revient à Charles Atger réalisé le 2 avril 1952 sur planeur Air 100, d'une durée de 56 heures et 15 minutes, au départ de l'aérodrome du Mazet de Romanin,.
L'aérologie particulière de ce terrain de vol à voile, liée à l'intensité et la durée du vent de mistral a permis la réalisation de ce record. Des éclairages furent installés afin d'éclairer la chaîne des Alpilles durant ce vol de durée.
Pour des raisons de sécurité, le code sportif ne reconnaît plus de record de durée depuis l'accident mortel de Bertrand Dauvin en 1954.

### Vol d'onde

Vol d'onde avec une première onde sur le relief (A) puis une seconde qui comporte des nuages lenticulaires (B).

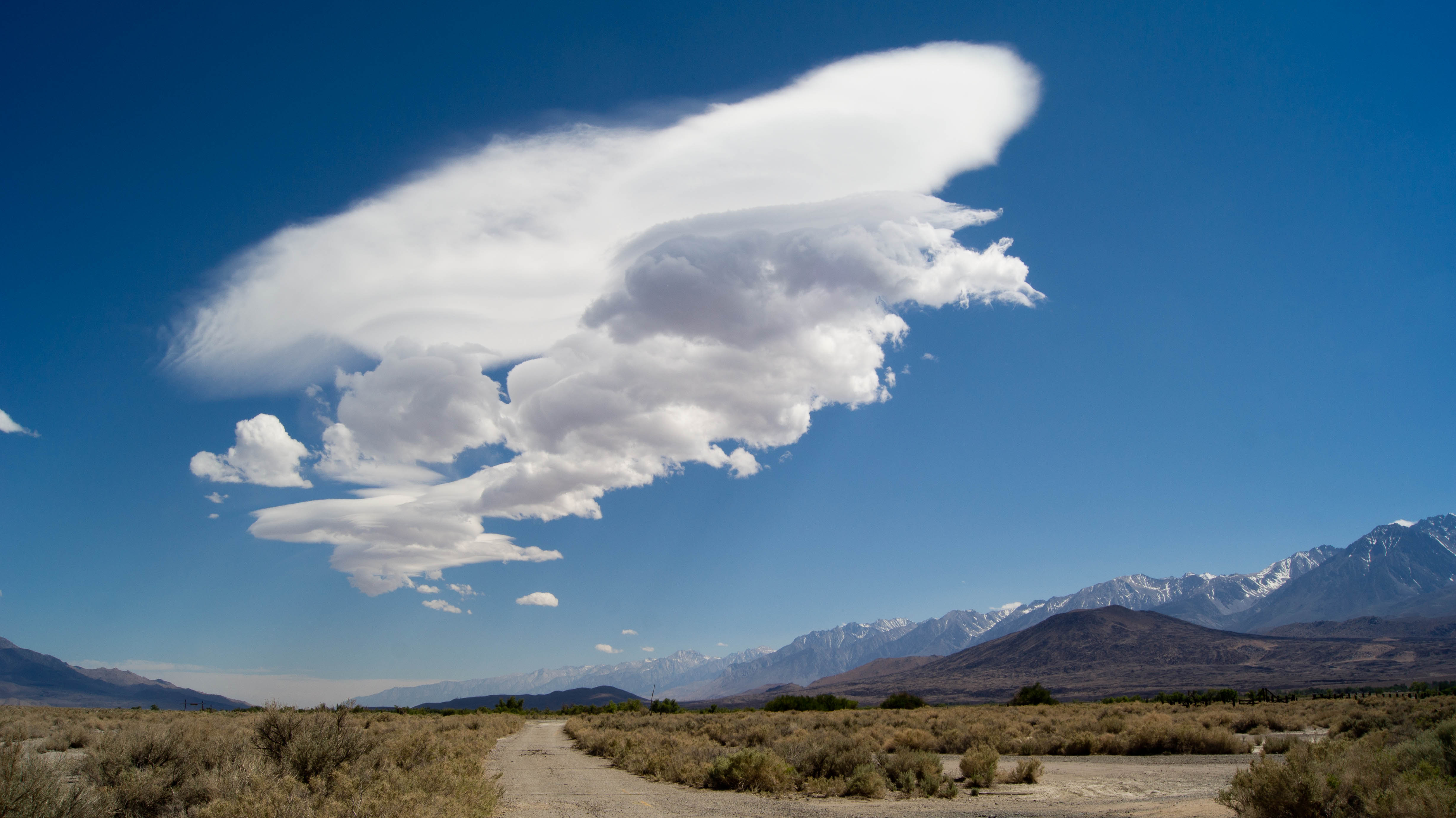
Nuages de rotors (cumulus fractus) avec un nuage lenticulaire (cirrocumulus lenticularis) matérialisant un système d'ondes orographiques avec rotors en aval de la Sierra Nevada.

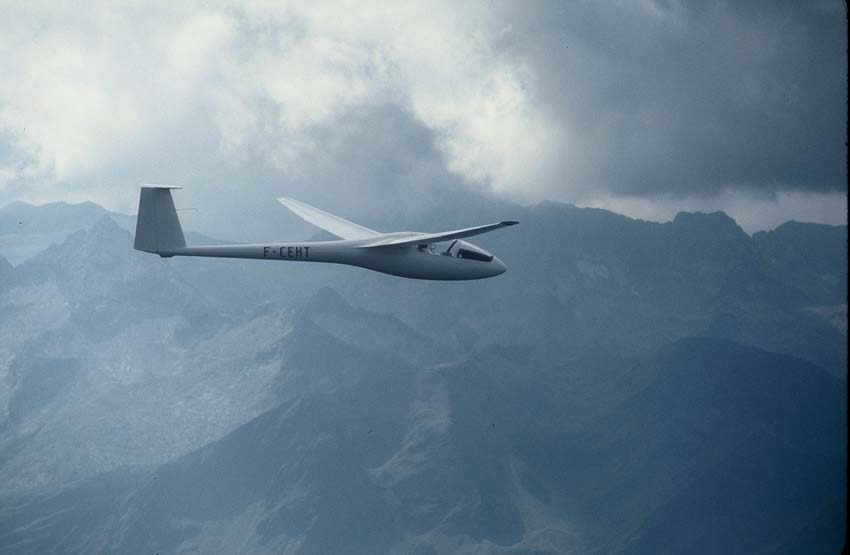
LS1-d de l'aéroclub de Nogaro en vol au-dessus des Pyrénées.

Le vol d'onde est une variante de vol orographique permettant au planeur de monter beaucoup plus haut que le vol de pente.
En effet, sous le vent du relief, et sous certaines conditions, se produisent un ou plusieurs ressauts, du fait de l'élasticité de l'air[Faux]. Ces ondes peuvent atteindre de grandes altitudes, largement supérieures à celle du relief générateur. Ces zones de ressauts sont parfois matérialisées par des nuages particuliers appelés lenticulaires, nuages de forme très régulière, parfois en pile d'assiettes, anormalement immobiles alors que le vent souffle avec intensité.
C'est en vol d'onde qu'ont été réalisés les plus grands records d'altitude absolue et de distance.

### Vol de gradient
Quelques pilotes comme Ingo Renner ont utilisé les différences de vitesses entre différentes masses d'air superposées. Cette technique est surtout utilisée par les albatros et les pilotes de modèles réduits radio commandés.

## Développement des connaissances météorologiques
Les pilotes de planeurs s'appliquent à reconnaître les formations nuageuses sous lesquelles il existe des masses d'air ascendantes. Ces matérialisations sont appelées cumulus, ce sont des nuages blancs de type cotonneux à la base plate qui matérialisent le sommet de puissants thermiques, ou bien des nuages lenticulaires, perpendiculaires à la direction du vent marquant la zone de dépression de l'onde.
Cependant, sous certaines conditions météorologiques, il se peut que des ascendances ne soient pas matérialisées du tout : le pilote tourne alors son regard vers le sol, à la recherche de contrastes favorables au déclenchement d'ascendances thermiques, ou d'un relief favorable aux ascendances dynamiques.
Les ascendances thermiques ont pour origine une zone où l'air près du sol est plus chaud que l'air environnant. Un train ou un camion, voire le planeur lui-même peuvent déclencher l'ascendance. Par contre, les ascendances dynamiques, à l'inverse des ascendances thermiques sont déclenchées par le vent, souvent au sommet des montagnes ou plus généralement sur les crêtes. Les deux sont utilisées de manière analogue, et appelées familièrement « pompes »[réf. souhaitée].

## Méthodes de lancement

### Remorquage

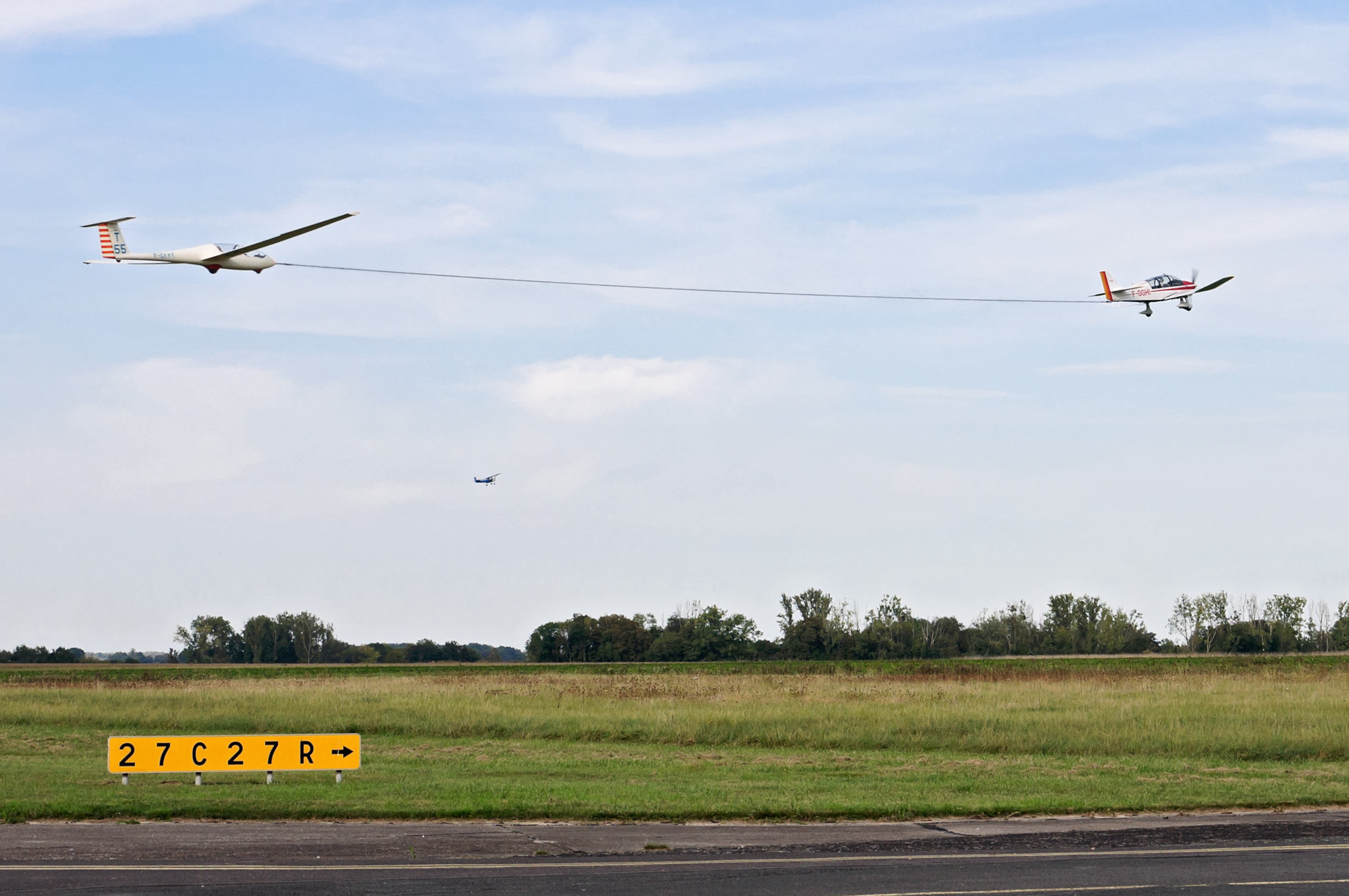
Remorquage d'un Grob G103 Twin Astir II par un Robin DR-400.

La méthode de lancement la plus commune est le remorquage par un avion, à l'aide d'un câble de 40 à 60m de longueur. Certains moto-planeurs ou ULM suffisamment puissants peuvent être utilisés pour le remorquage de planeurs.
En France, ce mode de lancement est le plus utilisé car il a été longtemps favorisé par le Service de la Formation Aéronautique qui prêtait aux clubs des avions provenant d'abord principalement de l'armée Stampe et Vertongen SV-4, Tiger Moth et des Morane 505, version française du Fieseler Storch puis des Morane-Saulnier Rallye. Plus couteux que treuil il offre certains avantages comme la possibilité de monter plus haut ou au planeur d'être emmené vers une zone un peu éloigné de l'aérodrome de départ pour larguer. Un décollage en remorquage représente souvent une part importante du budget d'un vélivole.

### Treuillage

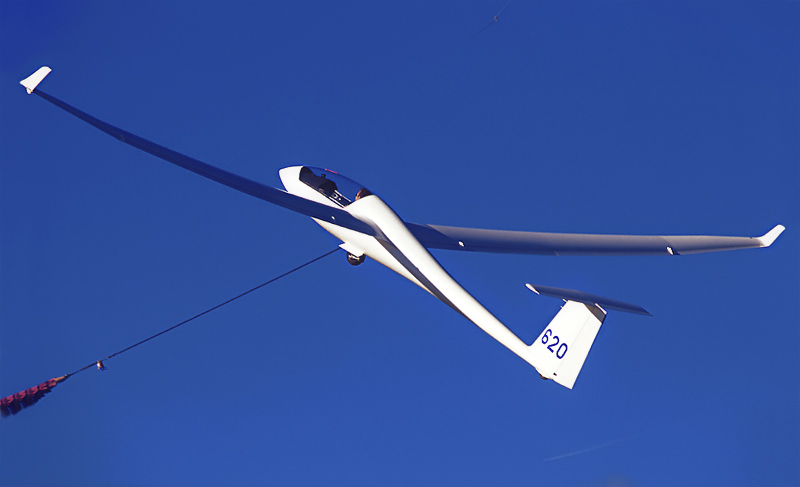
Décollage au treuil.

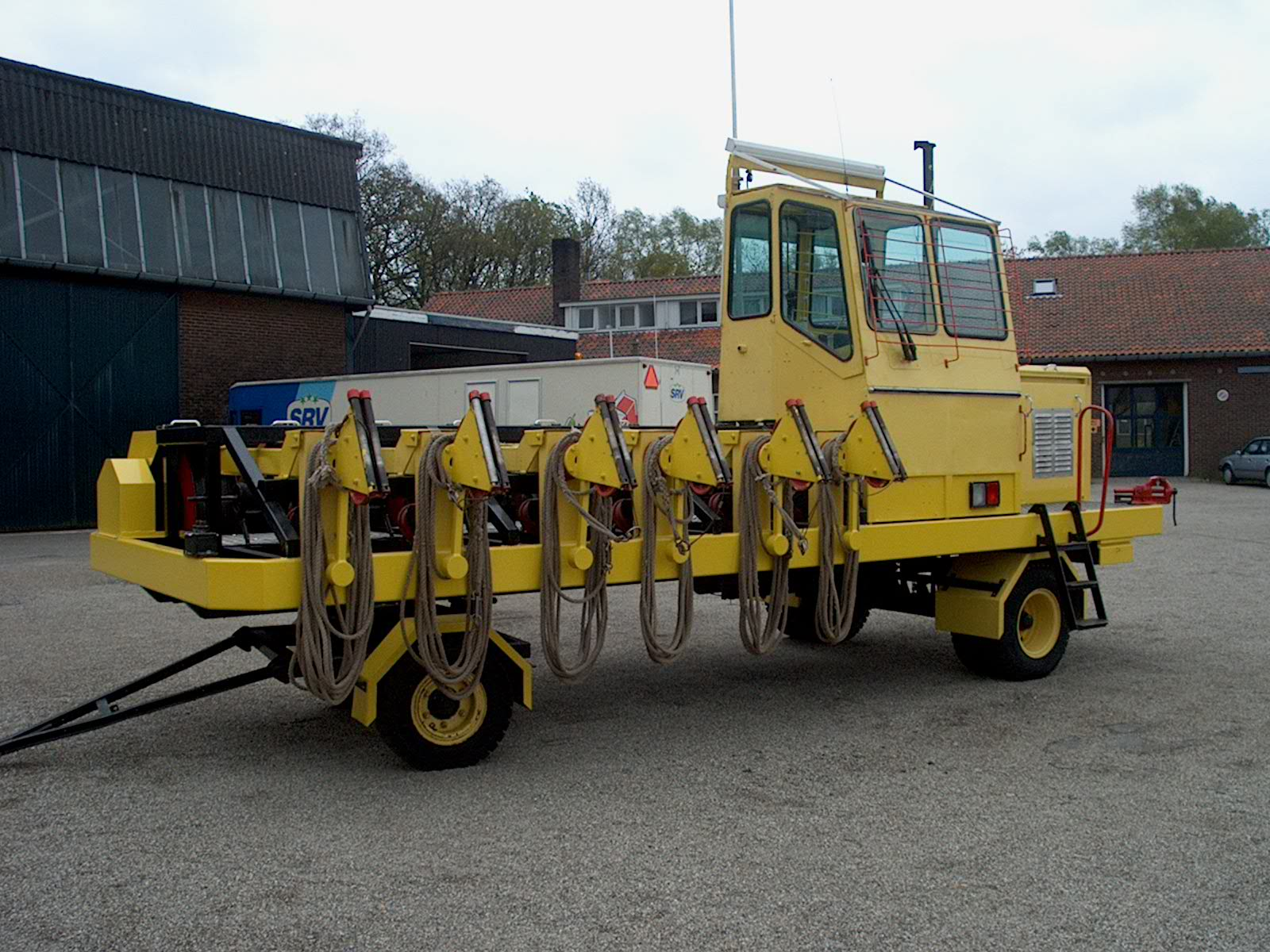
Un treuil.

Négligé en France (malgré une commande de 150 treuils Ford par le SFA juste après la libération) jusqu'au premier choc pétrolier qui renchérit sévèrement le prix de l'heure de vol de remorqueur, le treuil est un genre de véhicule de la taille d'une camionnette équipé d'un moteur d'une puissance de l'ordre de 300 cv. Le moteur actionne un tambour pour enrouler un long câble de 800 à 1500m. Cette technique de lancement est particulièrement impressionnante : le planeur est relié au câble préalablement déroulé sur la piste et tendu. Lors de l'enroulement du câble par le treuil, le planeur accélère de 0 à 100 km/h en quelques secondes, et il monte ensuite un peu à la façon du cerf-volant selon une forte pente de montée (45 degrés en moyenne). La vitesse de montée est de l'ordre de 110 km/h environ, selon le planeur et le treuil utilisés (Vw). Arrivé pratiquement à la verticale du treuil, à environ 400 mètres de hauteur (ou la moitié de la longueur déroulé du câble), le câble est décroché du planeur et freiné dans sa descente par un petit parachute pendant que l'individu chargé d'actionner le treuil, le « treuillard », continue d'enrouler.
Le coût d'un treuillage est plus faible que le remorquage, mais son désavantage réside dans le fait que le largage s'effectue toujours au dessus de la piste, où la présence d'une ascendance n'est pas automatique. D'autre part, les altitudes atteintes avec un treuil n'excèderont pas la moitié de la longueur du câble déroulé. Néanmoins, la pratique montre qu'en présence d'une météo favorable ces derniers points sont acceptables, et qu'en présence d'une météo sans ascendances, le décollage moins onéreux rend la possibilité de faire de cours vols financièrement acceptable.
Sur le plan environnemental, le treuil génère moins de nuisances et ne consomme que l'énergie nécessaire au décollage du planeur, soit environ un litre d'essence ou un kWh pour les treuils électriques.

### Décollage autonome

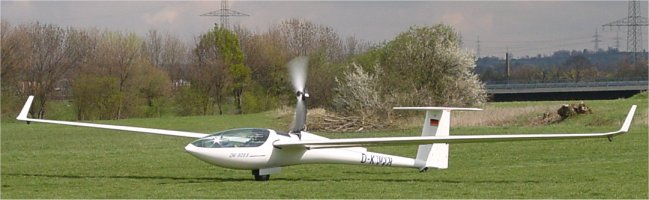
DG-808B de 18 mètres, moteur sorti.

Certains planeurs intègrent un moteur thermique ou électrique qui leur permet de décoller de façon autonome. Le moteur est ensuite arrêté et rétracté pour poursuivre en vol à voile. Il peut être redémarré en cas de besoin, notamment pour éviter un atterrissage aux vaches.
Si un moteur est présent mais trop peu puissant pour permettre le décollage, on ne parle pas de décollage autonome mais d'un moteur "anti-vache". Il est utilisé uniquement pour permettre au planeur un vol en palier sans descendre afin de rejoindre un aérodrome proche en cas d'absence de courant ascendants.
Le moyen de lancement "décollage autonome" peut être confondu avec les "motoplaneurs" dont l'hélice et le moteur ne sont pas rétractables (l'hélice est simplement mise en drapeau quand le moteur est arrêté). Les motoplaneurs sont un type particulier de planeur et ont des performances à mi chemin entre avion et planeur.

### Lancement par véhicule

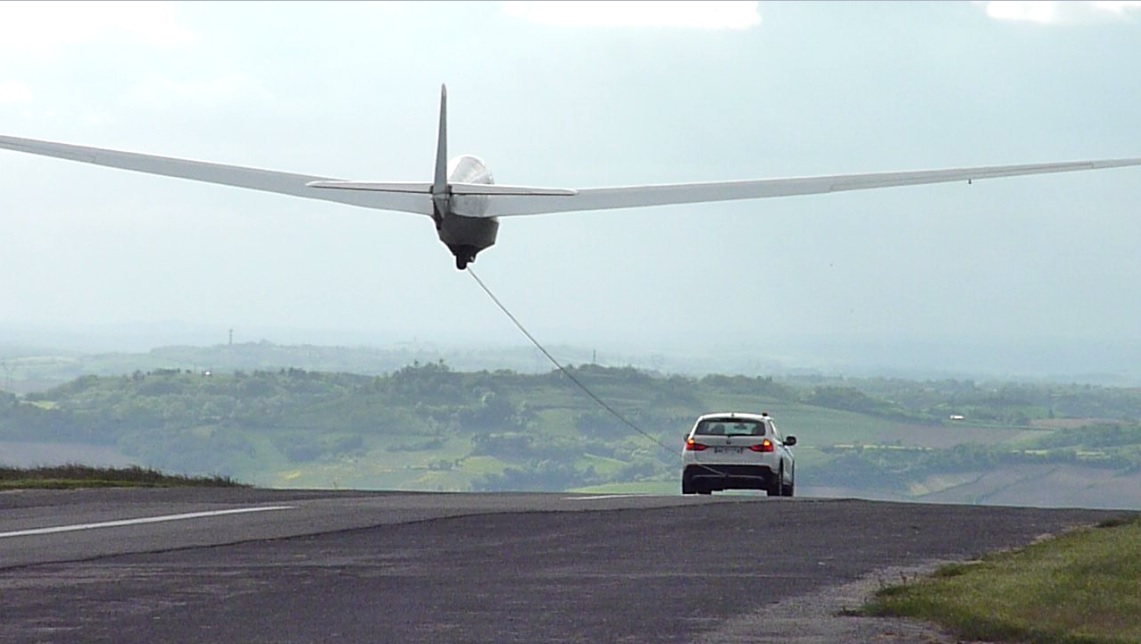
Décollage d'un planeur derrière une voiture.

Le décollage tracté par voiture est très rare. Ce type de décollage se réalise avec un véhicule lourd ayant une excellente accélération et une bonne force pour tirer le planeur. La piste de décollage doit être assez longue pour permettre au véhicule de parcourir une grande distance, car le câble est long et le planeur monte comme avec le treuil.
D'une autre façon, le lancement par voiture peut s'effectuer au bord d'une falaise, la voiture tracte le planeur vers la falaise, le planeur stabilise son vol proche du sol, puis la voiture ralentit et s'arrête, le planeur la survole puis entre dans l'ascendance dynamique créée par le vent sur la falaise. Ce type de décollage a été illustré par le film La Grande Vadrouille. La technique s'apparente au décollage au sandow mais ne nécessite pas autant de vent pour être mise en œuvre.

### Lancer au sandow

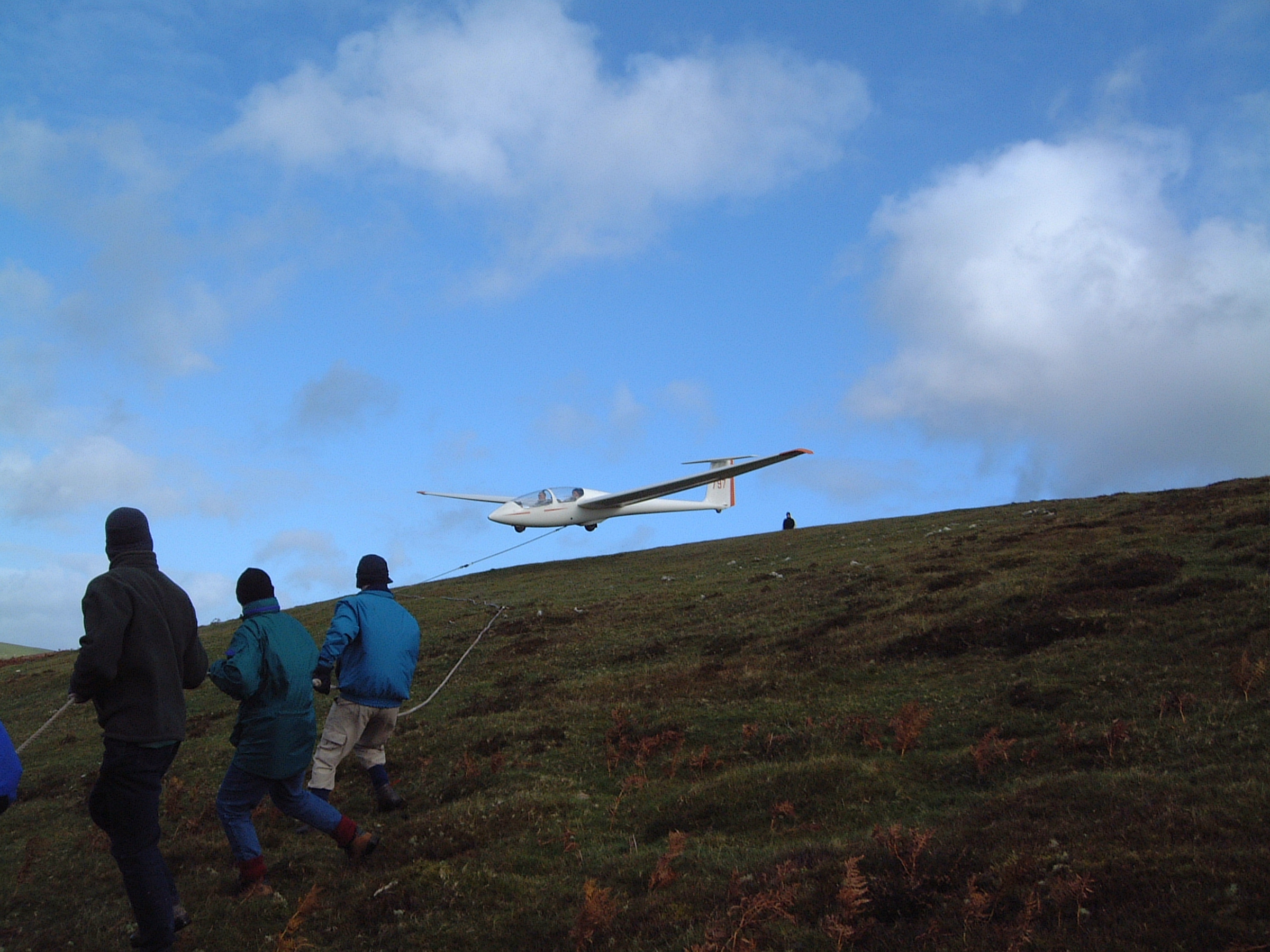
Un décollage Sandow d'un ASK 21.

Cette technique n'est quasiment plus pratiquée de nos jours, c'était la méthode de lancement favorite jusqu'au début de la Seconde Guerre mondiale.

#### Description
Le sandow est constitué d'un brin élastique muni à son milieu d'un anneau destiné à être placé dans le crochet de remorquage. Ce brin est prolongé à ses deux extrémités par des cordes d'une douzaine de mètres de longueur et munies d'un nœud tous les deux mètres pour faciliter la prise en main.

#### Mise en œuvre
Une corde fixée à un piquet passe dans la béquille de queue et un aide maintient le bout libre pour immobiliser le planeur. (les planeurs allemands étaient munis d'un anneau de retenue en arrière de la béquille). Le reste de l'équipe se répartit sur les deux cordes à nœuds et se place de façon que le sandow forme un grand V pour que le planeur puisse passer entre les deux groupes lors du décollage. En fonction de divers paramètres (force du vent, niveau du pilote, poids du planeur, genre de vol recherché) le chef d'équipe (en général un moniteur) annonçait le nombre de pas à faire pour mettre le sandow en tension et, éventuellement, de courir ensuite. Par exemple, "quinze pas et courir". Les équipiers commencent à marcher pendant que le chef d'équipe compte les pas à voix haute. Quand le nombre de pas prévu est atteint la corde retenant la queue du planeur est lâchée et les deux équipes courent jusqu'à ce que le planeur les dépasse.

Ce mode de lancement était évidemment plus adapté au vol de pente puisqu'il permettait d'envoyer le planeur directement dans la zone d'ascendance dynamique tout en l'éloignant rapidement du sol. Il était également pratiqué en plaine pour l'instruction en monoplace des jeunes pilotes. Il permettait tout juste des "sauts de puce" et donnait lieu à obtention du brevet A (10 secondes) et B (60 secondes).

## La pratique
Comme pour la plupart des sports, on distingue deux pratiques :

### Le vol de loisir
- Vol local :

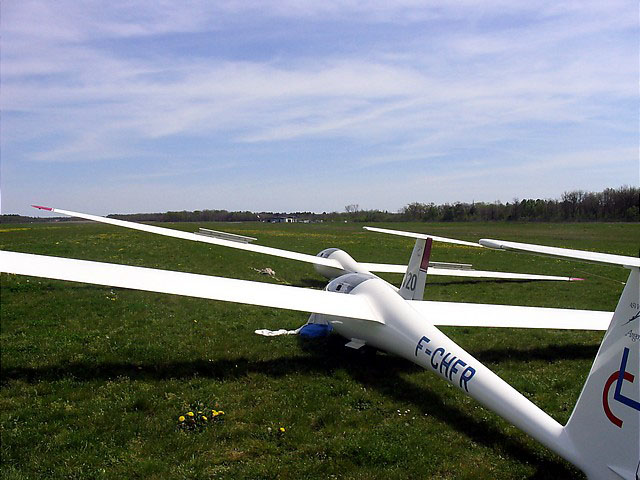
Planeurs alignés pour décoller et effectuer un vol sur la campagne.

On parle de vol local lorsqu'un planeur ne s'éloigne pas de l'aérodrome de décollage ou d'une zone possible, de façon à pouvoir y atterrir en toute circonstance et en particulier s'il ne trouve plus d'ascendances. En pratique, la distance d'éloignement du terrain dépend directement de l'altitude de l'appareil. Celui-ci doit pouvoir regagner le terrain dans les pires conditions, à savoir une finesse de 10 pour un pilote débutant, 20 au maximum pour un pilote confirmé dans un planeur de finesse 30. Toutefois ce facteur peut être facilement porté à 30 ou 35 si le pilote est aux commandes d'un planeur de compétition. Il convient d'ajouter à ce cône une marge de sécurité de 300 m correspondant aux manœuvres d'approche de l'aérodrome. C'est-à-dire que pour respecter la règle du vol local, un planeur situé à 25 km du terrain piloté par un débutant doit être à une altitude supérieure ou égale à 2 500 m+300 m au-dessus du sol. Soit un volume en forme de cône inversé au-dessus de l'aérodrome où chaque mètre gagné en altitude permet d'en parcourir 10 en distance horizontale. C'est un 'cône de finesse 10'. Il est à noter que lors de très bons jours où la base de cumulus est à 3 000 m et si l'on est aux commandes d'un planeur de compétition, on peut être local à l'aérodrome à 80 km de celui-ci!
Le vol local permet de se faire plaisir avec un faible risque de se vacher.
- Vol sur la campagne avec ou sans but fixé :

Une fois délivrée l'autorisation de vol sur la campagne (en France), le vélivole peut, lorsque les conditions météorologiques le permettent, s'éloigner du terrain pour réaliser des vols de distance. Ainsi il peut parcourir plus de 500 km lors d'un circuit en triangle, en survolant des lieux magnifiques vus du ciel.
Si les conditions météorologiques rencontrées lors du vol sur la campagne ne permettent plus au pilote de maintenir ou de gagner de l'altitude, de rejoindre son aérodrome de départ, de destination ou un autre aérodrome de déroutement et parce que les planeurs purs ne sont pas motorisés, ils peuvent être alors amenés à se vacher. Le vol sur la campagne consiste à se déplacer d'un cône à l'autre, d'une surface adaptée pour se vacher à une autre en profitant des mouvements ascendants de la masse d'air, de parcourir ainsi de grandes distances et parfois à se poser dans un champ.
Bien sûr, le vélivole, comme le pilote d'avion, est soumis aux règles de l'espace aérien.

### La compétition

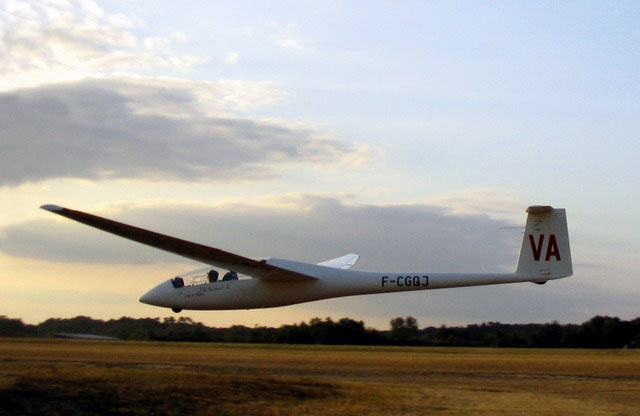
Janus C en arrivée à grande vitesse après un circuit en compétition.

Le but d'une épreuve de compétition de vol à voile est simple : effectuer un circuit en un minimum de temps. Des variations peuvent exister dans la façon dont est définie l'épreuve, cependant l'objectif global reste le même.
La forte dispersion en matière de performances en fonction du type de planeur a mené à la création de différentes classes :
| Classe         | Description |
| -------------- | --- |
| Club           | Planeur admis dans une compétition de classe club à la seule condition que son handicap entre dans les limites adoptées par les organisateurs. Le ballastage largable est interdit et les classements prennent en compte le handicap. |
| Standard       | Planeur de 15 mètres d'envergure maximale, sans volets de courbure (ballastage largable autorisé). |
| Course ou 15 m | Planeur de 15 mètres d'envergure maximale, sans autre limitation. |
| 18 m           | Planeur de 18 mètres d'envergure maximale, sans autre limitation. |
| Libre          | Planeur sans limitation. |
| Mondiale       | Planeur monotype créé pour limiter le coût de la compétition vélivole. Le monotype retenu est le planeur PZL PW-5 (surnommé PIWI en France) de 13 m d'envergure, avec train fixe, sans volets de courbure ni ballasts. |
| Biplace        | Planeur de 20 m d'envergure maximale avec un équipage de deux pilotes représentant la même autorité nationale et disposant d'une licence de ce même pays. Le ballastage largable est autorisé. Le classement est établi avec les formules habituelles incluant éventuellement les coefficients de handicap adoptés par les organisateurs. |

En plus de cette classification basée sur l’envergure et la présence de dispositifs améliorant les caractéristiques de base du planeur, il existe un système de handicaps basé sur les performances effectives de la machine dans les conditions météorologiques habituelles d’une région. Ce handicap reflète l’ensemble du comportement du planeur tels qu’une faible vitesse de décrochage et un faible taux de chute, ce qui permet d’exploiter au mieux les ascendances, ou tel qu’un maintien d’une bonne finesse à des vitesses élevées, ce qui diminue l’impact d’un vent debout et permet d'effectuer de plus grandes distances durant les bonnes heures de la journée.
Ce système accorde un handicap de 100 à une machine « moyenne » (planeur de compétition au début des années 1980), de moins de 100 à une machine moins performante et plus de 100 à une meilleure machine. Les points obtenus lors d’une épreuve sont divisés par ce handicap.
Ainsi, dans le cadre de la Coupe Charon (Belgique) ou de la Netcoupe (France), un triangle de 300 km réussi et annoncé avant le vol vaut 300 points s’il est réalisé avec un LS1f, 384 points s’il est réalisé avec un Schleicher K 8 et 227 points s’il réalisé avec un ETA.
Grâce à ce système de handicap, les résultats obtenus reflètent mieux la qualité du pilotage et moins la performance du planeur.
Il existe aussi une compétition internationale Online Contest (en) qui suit les règles de la Sports Class où à chaque type de planeur est attribué un handicap. Dans sa version classique, aucune déclaration n'est nécessaire et jusqu'à 6 branches sont autorisées. Cela permet d'effectuer de très longs vols tout en restant proche de l'aérodrome. Par exemple, on peut effectuer un vol de 60 km en restant à 5 km de l'aérodrome ! En effet, 60 km = (5+5) * 6 km. Par exemple, avec un plafond de 3 000 m et un planeur de compétition, on peut faire un vol de (80+80) * 6 = 960 km tout en restant local!

#### Jeux olympiques
Le vol à voile a été un sport de démonstration à l'occasion des Jeux olympiques d'été de 1936 (Berlin) lors desquels 4 planeurs DFS Habicht avaient fait une présentation de voltige. Pour les jeux de 1940 prévus à Helsinki le vol à voile figurait parmi les disciplines officielles. Pour mettre les pilotes dans les mêmes conditions la compétition devait se courir sur "monotype", le planeur retenu était le DFS Meise adapté au cahier des charges et rebaptisé DFS Olympia Meise pour l'occasion. Les plans étaient fournis aux autres pays désirant participer. En France le planeur "olympique" fût nommé Nord 2000. Les événements ayant empêché cette édition des jeux le vol à voile n'a jamais été olympique.

### Voltige
Les compétitions de voltige sont régulières.
Dans ce type de compétition, le pilote vole pour effectuer un programme constitué de figures (comme le vol inversé, le looping, le tonneau, la cloche et d'autres). Chaque manœuvre a son « facteur de charge ».
Le maximum des points est donné pour la manœuvre la mieux exécutée. Dans le cas contraire, des points sont déduits. Des manœuvres efficaces permettent d’effectuer le programme en entier avec une altitude donnée. Le gagnant est bien sûr le pilote qui a le plus de points.

## L'apprentissage
La licence de pilote planeur s'obtient après un examen théorique et un examen pratique.
L'examen théorique reste très accessible tout en abordant des domaines très variés tels l'aérodynamique, la navigation, la météo, les facteurs humains…
La formation pratique comporte des vols en planeur biplace équipé de double commandes avec un instructeur. Elle aborde tous les domaines du vol, du pilotage de base à la navigation en passant par l'exploitation des thermiques.
Une fois l'élève « lâché » en solo, après une vingtaine d'heures en double commande, il doit effectuer au moins 10 vols solo sous la surveillance d'un instructeur, dont un vol de plus d'une heure pour pouvoir passer l'examen pratique du Brevet de Pilote de Planeur[réf. nécessaire].
Une fois le pilote breveté (en France), il peut voler en local du terrain de départ, ce qui signifie qu'il doit pouvoir y retourner à tout moment en vol plané compte tenu de la finesse de son planeur.
Ensuite, s'offrent à lui de multiples possibilités :
- Le perfectionnement en vue de l'obtention de l'insigne d'argent délivré par la Fédération aéronautique internationale (FAI). Le pilote doit valider les 3 points suivants :
  - Un vol de plus de cinq heures
  - Un gain d'altitude de 1 000 m
  - Un vol comportant une branche de plus de 50 km (avec une limitation dans la perte d'altitude entre le départ et l'arrivée, en France il faut pour cela avoir effectué 50 heures de vol en tant que commandant de bord). Ce vol peut se terminer « aux vaches » (atterrissage en campagne) : sans conteste, un de ses plus grands charmes !
  - Le « vachage » n'est pas encouragé pour l'épreuve des 50 kilomètres car il existe toujours un risque d'endommager le planeur en se posant dans un champ inconnu où peuvent se trouver des fossés, des animaux, des pierres, etc. Il est en fait recommandé de se rendre à un point distant de 25 km de l'aérodrome, se rendre à un point opposé au point de départ en survolant l'aérodrome d'origine puis revenir à l'aérodrome de départ. Cela peut faire un vol de 100 km qui est généralement effectué en deux heures et dans de bonnes conditions, le pilote est toujours en local de l'aérodrome d'origine. De plus, le vol est planifié de telle sorte que le pilote survolera des zones où il pourra se poser en cas de nécessité.
- Le vrai vol de campagne est l'épreuve des 300 km où les chances de « vachage » sont autrement importantes. Ce vol de 300 km et le gain d'altitude de 3 000 mètres constituent les deux épreuves principales de l'insigne d'or de la FAI.
- Pour les pilotes plus chevronnés, il existe un insigne de diamant qui requiert un vol pré-déclaré de 300 km, un vol déclaré ou non de 500 km (que l'on effectue soit en vol thermique dans des conditions exceptionnelles, soit en vol de pente par exemple dans les Appalaches (ce qui est relativement facile) ou en vol d'onde ce qui peut être délicat. Cet insigne aussi requiert un gain d'altitude de 5 000 mètres qui est habituellement effectué en vol d'onde. Certaines personnes ont effectué leur gain d'altitude à l'intérieur de cumulonimbus ce qui est très fortement déconseillé car les courants ascendants et descendants peuvent atteindre des vitesses gigantesques (de l'ordre de 90 nœuds) et risquent de briser le planeur.
- Aux États-Unis, il existe un insigne spécial dit de bronze (qui est plus difficile que l'insigne d'argent) qui certifie que l'on est compétent pour effectuer des vols de campagne. Cet insigne n'est pas délivré par la FAA mais par la SSA. Elle n'a aucun caractère officiel. En particulier, l'élève doit réussir un examen théorique concernant les vols de campagne et les vachages. Il doit effectuer deux vols de deux heures et doit pouvoir se poser dans un champ de 120 m de long. Ce dernier est simulé par des cônes placés sur la piste d'atterrissage. Le planeur doit toucher le sol après le premier cône et s'arrêter avant le deuxième cône. L'atterrissage en question doit être répété trois fois de suite. De plus, un vachage simulé ou réel doit être effectué.
- En France, l'emport passager est possible après un vol de contrôle avec un moniteur. Il faut pour cela avoir effectué 50 heures de vol en tant que commandant de bord. Aux États-Unis, cette autorisation est automatique après l'obtention de la licence de niveau private pilot.
- En France, l'autorisation vol sur la campagne lui permettra de quitter le local du terrain pour effectuer des vols de distance. Il convient pour cela de suivre une formation spécifique avec un instructeur qualifié puis d'effectuer plusieurs vols de distance sous la responsabilité d'un instructeur, un atterrissage extérieur en double et en solo, ainsi qu'un éloignement de 50 km. Aux États-Unis, la licence de niveau private pilot permet d'effectuer tout type de vol y compris une tentative de record du monde. La seule restriction d'une licence de niveau private pilot est que le pilote ne peut facturer que la moitié des frais à son passager. Pour être autorisé à faire des baptêmes de l'air, il faut avoir une licence de niveau commercial pilot.
- La compétition s'apprend «sur le tas» aux États-Unis. Tout pilote titulaire d'un insigne d'argent FAI peut participer à une compétition régionale organisée par la SSA. Il est toutefois fortement recommandé d'avoir obtenu l'insigne de bronze.

## Se vacher

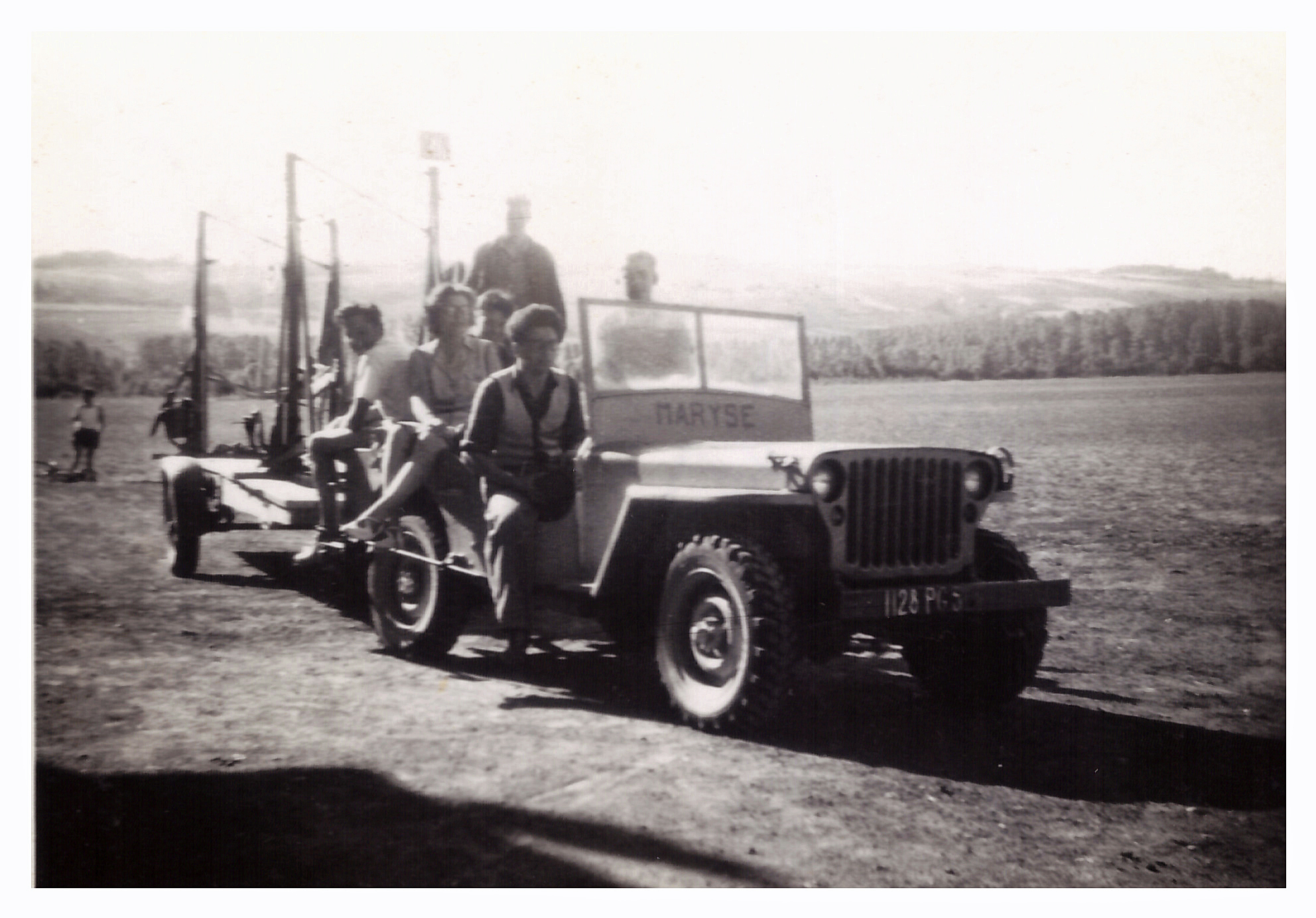
Départ pour un dépannage à la fin des années 1940.

L'origine du terme « se vacher » ou « aller aux vaches » date du débarquement de l'opération Overlord et plus particulièrement de l'opération Tonga, le 5 juin 1944. Les planeurs Horsa et Waco devaient se poser avec leurs 13 passagers derrière les lignes ennemies. Les informations faisant état d'un nombre important de champs minés il était conseillé aux pilotes de se poser dans des champs où la présence de vaches excluait celle des mines.

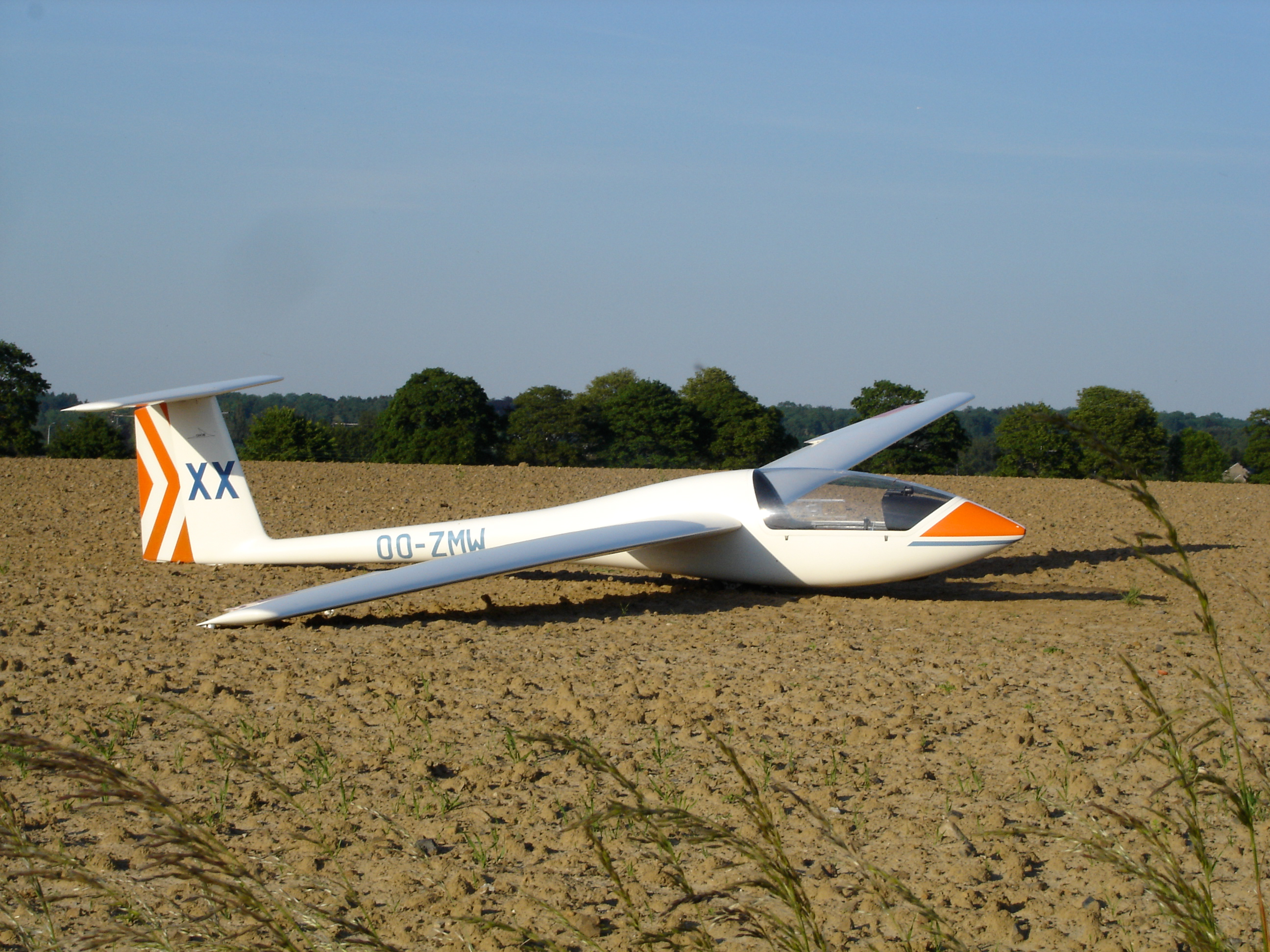
Planeur « vaché » dans un champ.

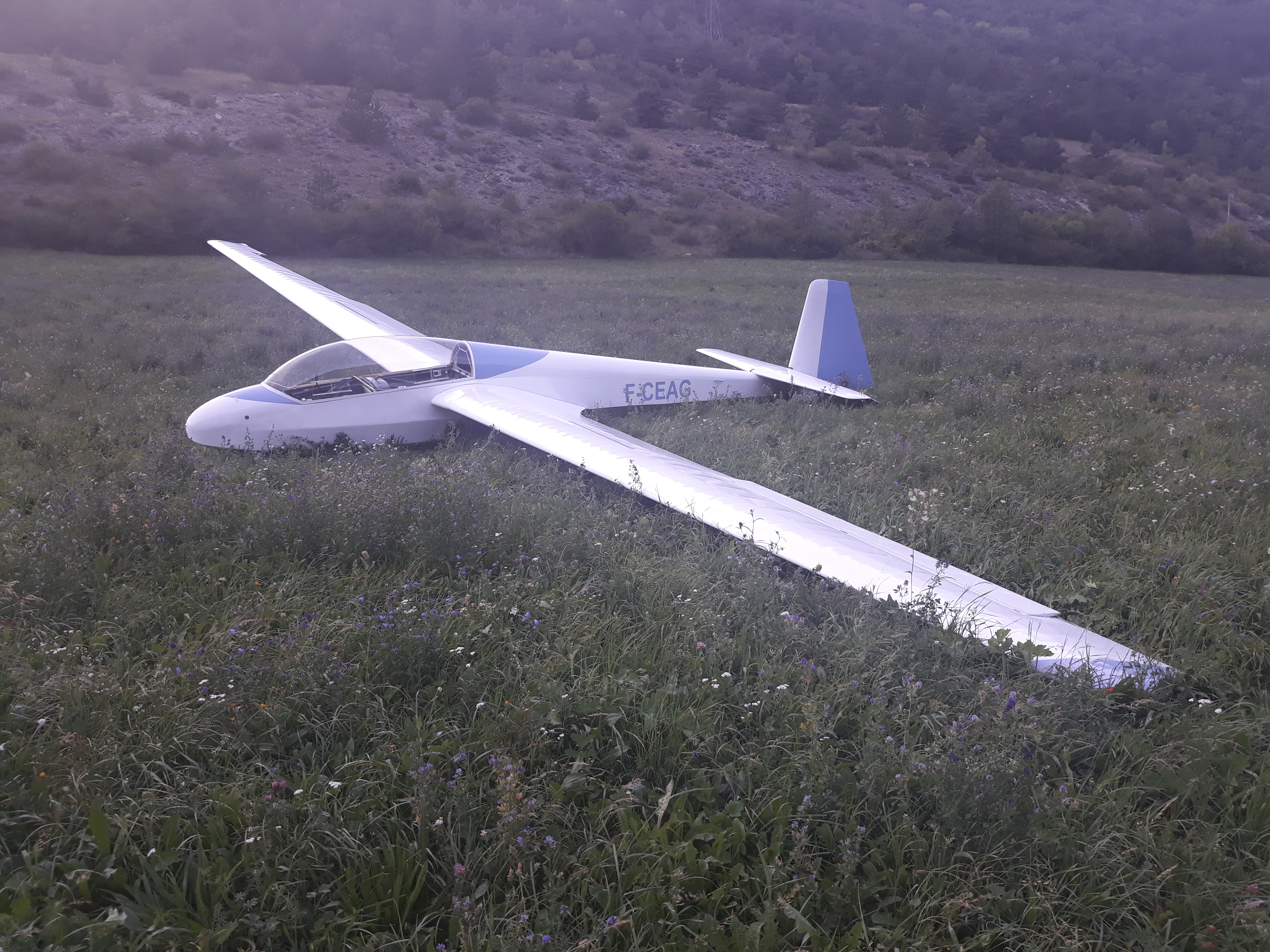
Un ASK 13 "vaché" dans les Alpes du Sud.

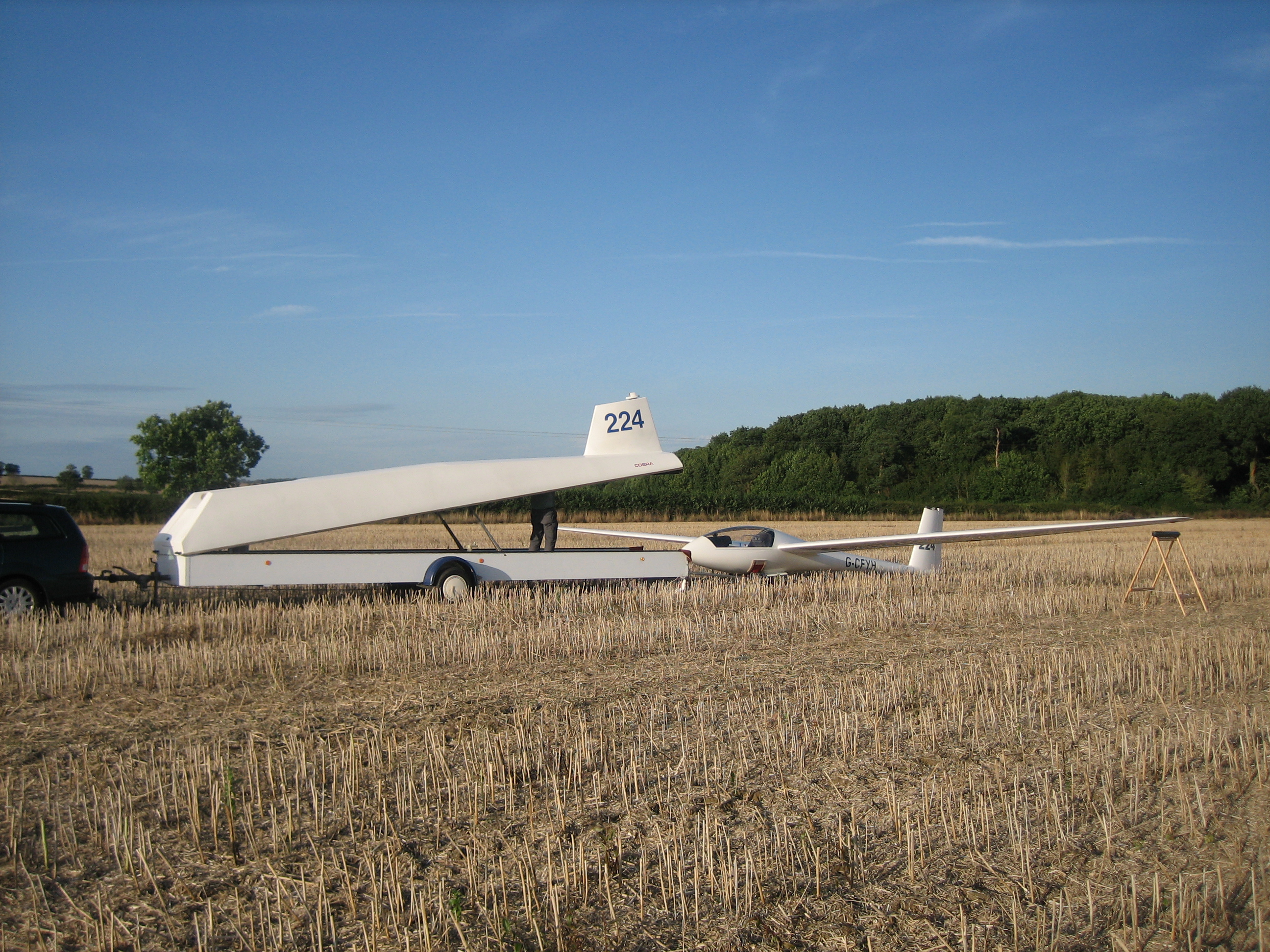
Récupération d'un planeur « vaché ».

Si les conditions météorologiques se détériorent au cours du vol ou si le pilote a commis un mauvais choix tactique ou une erreur, il peut se voir contraint à un atterrissage contrôlé dans un champ, ce qui, en langage vélivole, est une « vache ».
Le pilote doit choisir un champ en fonction de l'orientation et de la vitesse du vent, de l'état de surface du champ, de son relief (pente, sillons), de sa végétation, de ses dimensions ainsi que de la présence éventuelle d'obstacles lors de l'approche ou dans le champ.
Après l'atterrissage, le pilote contacte son club, qui constitue une équipe de dépannage qui prend la route avec une remorque adaptée. Les planeurs modernes sont démontés et chargés dans la remorque en quelques minutes mais le trajet routier pour atteindre le lieu de la vache peut être beaucoup plus long.
Apprendre à « se vacher » fait partie de la formation de pilote de planeur.
Un atterrissage sur un aérodrome non prévu est un "déroutement", la vraie « vache » est un posé en campagne, pas sur une surface normalement ouverte à la circulation aérienne.
Cette comptabilité des atterrissages forcés donne généralement lieu à une remise de « coupe des vaches » qui est aussi l'occasion pour les membres des associations de se retrouver lors des longues journées d'hiver.

## Records
Le dernier record de durée en monoplace a été établi en avril 1952 par Charles Atger avec 56 h 15 sur Air 100. La FAI a arrêté d'homologuer les records de durée en 1954, à la suite de l'accident mortel de Bertrand Dauvin de cette même année.
Le record de distance en ligne droite de 1460 km entre Lübeck et Biarritz, établi en vol thermique par Hans-Werner Grosse en 1972 sur planeur Alexander Schleicher ASW 12, n'a été dépassé qu'en 2003, en vol d'onde, il est depuis 2010 de 2256,9 km.
Le record d'altitude absolue de 14 938 m établi en 1986 aux États-Unis par Robert Harris, a été battu (15 447 mètres) en 2006 par Steve Fossett et Einar Enevoldson (en), équipés de combinaison pressurisée, en vol d'onde au-dessus de la cordillère des Andes, en Argentine. Depuis le 2 septembre 2018, il est de 22 657 mètres par James M. Payne et Timothy Gardner dans le planeur pressurisé Perlan II (en) d'Airbus.
Le record absolu de distance (3 009 km en 2003) et  celui de vitesse sur triangle de 100 km (289,4 km/h en  2006) ont été établis par Klaus Ohlmann, également en vol d'onde dans les Andes.

## Où pratiquer le vol à voile
- Belgique : Fédération des clubs francophones de vol à voile
- Belgique : (fr + nl) Les cadets de l'air de Belgique
- Canada : L'association canadienne de vol à voile
- États-Unis : (en) Soaring Society of America
- France : Fédération française de vol en planeur
- Suisse : Fédération suisse de vol à voile